# Emapi
Emapi – interaktywna, cyfrowa mapa Polski.
Oparta jest na technologii EMAPI umożliwiającej umieszczenie i oprogramowanie interaktywnej mapy na własnej stronie internetowej lub w wewnętrznej sieci firmowej (Intranet) oraz tworzenie własnych serwisów mapowych. Technologia umożliwia szybkie odnalezienie adresu, wytyczenie trasy przejazdu między dowolnymi punktami oraz nanoszenie własnych obiektów (np. oddziałów firmy) na mapę.

## Funkcje obsługiwane przez EMAPI
- wyszukiwanie ulic i dokładnych adresów
- wyszukiwania oraz wyznaczania trasy używając jedynie kodów pocztowych
- wyświetlanie i przesuwanie mapy – za pomocą kółka myszy, suwaka na mapie oraz opcji "powiększ w prostokącie".
- wyliczanie trasy przejazdu między dowolnymi lokalizacjami przy użyciu trzech metod: najszybsza, najkrótsza oraz najtańsza
- wyliczanie trasy przejazdu w zależności od wybranego środka lokomocji – pojazd osobowy, pojazd ciężarowy lub pieszy
- raporty przebiegu trasy podające informacje o odległości, czasie i kosztach.
- raporty trasy z informacją odnośnie do każdego zasadniczego manewru czekającego kierowcę na trasie wraz z opcja wydruku
- uwzględnianie wybranych przez użytkownika utrudnień w ruchu:
  - informacje dotyczące bieżących robót udostępnione przez Generalną Dyrekcję Dróg Krajowych i Autostrad
  - czarne punkty
  - fotoradary
- bazy POI typu: Administracja, Bary i restauracje, Finanse, Kultura i rozrywka, Sport, Szkolnictwo, Stacje paliw, Transport i turystyka, Zakupy, Zdrowie
- możliwość zgłaszania uwag/błędów w mapie
- obiekty 3D reprezentujące obiekty/budynki szczególnie interesujące wraz z opisem
- interaktywne okna z informacją o obiekcie (tzw. tooltipy)
- wysyłanie znajomej osobie link z określonym, wybranym przez siebie widokiem mapy

Emapi korzysta również z zasobów Wikipedii przy opisie POI (domyślnie jest włączona jako źródło).
Producentem Emapi jest Emapa sp. z o.o.